# Бивио Монтеђели (Форли-Чезена)
Бивио Монтеђели је насеље у Италији у округу Форли-Чезена, региону Емилија-Ромања.
Према процени из 2011. у насељу је живело 438 становника. Насеље се налази на надморској висини од 88 м.